# Vellayan Kuppam Veluthonathunayar
Vellayan Kuppam Veluthonathunayar, narod u južnoj Indiji na tamilskom govornom području (država Tamil Nadu) u distriktu Cuddalore, vjerojatno dravidskog porijekla. Njihovo brojno stanje nije poznato. Religija im je hinduizam. Govore tamilski.